# Erwin Christophersen
Erwin Christophersen (13 de Abril de 1915 - † 4 de Maio de 1945) foi um comandante de U-Boot que serviu na Kriegsmarine durante a Segunda Guerra Mundial.